# Sérgio Sette Câmara
Sérgio Sette Câmara (23 mei 1998) is een Braziliaans autocoureur.

## Carrière
Câmara begon zijn autosportcarrière in het karting in 2006, toen hij als derde eindigde in de eerste kartrace waarin hij deelnam. Tot 2011 nam hij deel aan verschillende Braziliaanse kartkampioenschappen, waar hij negen keer kampioen werd en zesmaal als tweede eindigde in deze kampioenschappen. In 2012 werd hij uitgenodigd door het kartteam van ART Grand Prix om in Europa te gaan karten. In Lyon werd hij hier wereldkampioen in de X30 World-klasse. In 2013 eindigde hij als tweede in het Braziliaanse kampioenschap, terwijl hij in de finale van het wereldkampioenschap karting in Bahrein zestiende werd. In 2014 nam hij deel aan het CIK-FIA Europees kampioenschap karten.
In 2014 maakte Câmara ook zijn autosportdebuut in het Braziliaanse Formule 3-kampioenschap voor het team Cesário F3 tijdens het vierde raceweekend op het Autódromo José Carlos Pace. In zijn tweede raceweekend op het Autódromo Internacional de Curitiba behaalde hij meteen twee podiumplaatsen. Met nog een podiumplaats op het Autódromo Internacional Ayrton Senna werd hij zevende in het kampioenschap met 45 punten. Tevens maakt hij in 2014 zijn debuut in het Europees Formule 3-kampioenschap voor het team EuroInternational tijdens het raceweekend op het Autodromo Enzo e Dino Ferrari en eindigde de races respectievelijk als 14e, 20e en 21e.
In 2015 maakte Câmara de fulltime overstap naar het Europees Formule 3-kampioenschap voor het terugkerende team Motopark. Hij startte het seizoen moeizaam, maar behaalde een verrassende podiumplaats op Spa-Francorchamps. Met nog een podiumplaats in een verregende race op de Red Bull Ring eindigde hij als veertiende in het kampioenschap met 57,5 punten. Hiernaast nam hij dat jaar ook deel aan de Masters of Formula 3. Hij behaalde pole position voor de kwalificatierace, maar werd uiteindelijk achter Antonio Giovinazzi en George Russell derde in de hoofdrace.
In 2016 werd Câmara opgenomen in het Red Bull Junior Team, het opleidingsprogramma van het Formule 1-team Red Bull Racing. Als onderdeel hiervan bleef hij dat jaar in de Europese Formule 3 rijden voor Motopark. Hij behaalde twee podiumplaatsen op het Circuit de Pau en de Norisring en eindigde zo als elfde in de eindstand met 117 punten. Daarnaast maakte hij op 13 juli dat jaar zijn debuut in een Formule 1-auto van zusterteam Scuderia Toro Rosso tijdens een test op Silverstone.
In 2017 maakt Câmara zijn debuut in de Formule 2 voor het team MP Motorsport.